# Glyphostoma hervieri
Glyphostoma hervieri é uma espécie de gastrópode do gênero Glyphostoma, pertencente a família Conidae.